# Вакуленко, Юрий Евгеньевич
Юрий Евгеньевич Вакуленко (род. 19 ноября 1957 г., Нижний Тагил) — украинский художник-живописец. С 2004 года — возглавляет Национальный музей «Киевская картинная галерея» (Киевский национальный музей русского искусства). Народный художник Украины (2025).

## Биография
В 1977 году закончил Бакинское художественное училище им. Азима Азим-Заде.
В 1980 году переехал в Киев и начал обучение в Киевском государственном художественном институте.
В 1986 г. окончил Киевский государственный художественный институт (НАИИА) по специальности художник-реставратор под руководством В. Будникова и А. Киселева.
В 1988 создал творческую группу «39.2°». В её состав входили:   Юрий Вакуленко,  Владимир Архипов,  Константин Самойленко, Александр Кузнецов и Рафаэль Левчин (не постоянно).
Группа неоднократно устраивала выставки в Польше, Украине, Италии других странах.
С 1988 ведет активную выставочную деятельность. Персональные выставки прошли в Украине, Италии, Польше, Венгрии, Франции и Испании.
С 1993—2004 возглавлял Центр реставрации и экспертизы Национального Киево-Печерского историко-культурного заповедника.
Доцент кафедры экспертизы Национальной академии руководящих кадров культуры и искусств, действительный член Международного комитета музеев ИКОМ ЮНЕСКО и Международного совета по сохранению памятников и достопримечательных мест ИКОМОС.
Член Наблюдательного совета Национальной академии изобразительного искусства и архитектуры и Национальной академии руководящих кадров культуры и искусств.

## Персональные выставки
- 2010 — Возвращение в будущее, Галерея Pit-Art, Киев, Украина.
- 2010 — Вечер радости, Галерея «Шоколадный домик», Киев, Украина.
- 2008 — Моя история, Киевский музей русского искусства, Киев, Украина.
- 2007 — Моя жизнь, Киевский музей русского искусства, Киев, Украина.
- 2002 — Выставка графики и презентация поэтического сборника (каталог), Галерея «Неф», Киев, Украина
- 1997 — Песнь сорокалетнего мужчины (каталог), Выставочный зал Киево-Печерского заповедника, Киев, Украина
- 1994 — Монастырь Veruela, провинция Сарагоса, Арагон, Испания
- 1993 — Исторический музей, Сегет, Венгрия.
- 1993 — Центр современного искусства (каталог), Брешиа, Италия.
- 1990 — 33 распятия, Музей декоративно-прикладного искусства, Киев, Украина.

## Групповые выставки
- 2011 — Fine art, Мистецький арсенал, Киев, Украина.
- 2011 — «Картина мира. Свободный взгляд», дом Christie’s совместно с галереей Татьяны Мироновой, галерея «Шоколадный домик», Киев, Украина.
- 1990 — Выставочный зал Mandala (каталог), Краков, Польша.

## Награды
- Орден «За заслуги» ІІ степени (9 ноября 2020 года) — за значительный личный вклад в развитие национальной культуры и искусства, весомые творческие достижения и высокое профессиональное мастерство[4].
- Орден «За заслуги» ІІІ степени (30 ноября 2012 года) — за значительный личный вклад в социально-экономическое, научно-техническое, культурно-образовательное развитие Украинского государства, весомые трудовые достижения, многолетний добросовестный труд[5].
- Орден Почёта (30 сентября 2012 года, Россия)  — за большой вклад в развитие и укрепление сотрудничества с Российской Федерацией[6].
- Орден Дружбы (19 ноября 2007 года, Россия)  — за большой вклад в укрепление российско-украинских связей в сфере культуры и образования[7].
- Народный художник Украины (27 июня 2025 года) — за значительные заслуги в укреплении украинской государственности, мужество и самоотверженность, проявленные в защите суверенитета и территориальной целостности Украины, весомый личный вклад в развитие различных сфер общественной жизни, отстаивание национальных интересов нашего государства, добросовестное исполнение профессионального долга[8].
- Заслуженный работник культуры Украины (30 ноября 2005 года) — за весомые достижения в развитии культуры и искусства, сохранение историко-культурного наследия украинского народа[9].
- Почётная грамота Кабинета Министров Украины
- Знак почёта Киевского городского главы
- Кавалер ордена Карла Фаберже (знак № 17, 2007, Мемориальный фонд Карла Фаберже).